# Стоян Андов
Стоян Андов (на македонска литературна норма: Стојан Андов) е политик от Република Македония, председател на Либералната партия на Македония и предшестващ председател на Събранието на Република Македония. Стоян Андов е първият председател на Събранието на Република Македония, на този пост е от 1991 до 1996 г., отново става председател на Събранието от ноември 2000 до септември 2002 г.

## Биография
Роден е на 30 ноември 1935 в Кавадарци. Завършва Икономическия факултет на Скопски университет, а впоследствие и магистърска степен в Белградския университет. Бил e подпредседател на Републиканския изпълнителен съвет, член на македонската делегация в Събранието на републиките и покрайнините и член на федералното правителство за три мандата. От 1987 до 1991 г. е посланик на Югославия в Ирак.
Основател е на Либералната партия и като неин председател я ръководи до обединението ѝ с бившата Демократическа партия през 1997, когато става председател на Съвета на Либерално-демократическата партия. На президентските избори през 1999 година е кандидат на ЛДП за Президент на Република Македония.
След обновяването на Либералната партия на Македония през 1999 г. е избран за член на Изпълнителния и комитет, а на Седмия (Извънреден) конгрес на ЛПМ през юни 2001 г. е избран за председател на партията. На Осмия конгрес през юли 2004 г. повторно е избран за председател на партията.
Избиран е за подпредседател на Либералния интернационал.